# Margaret Benston
Margaret Lowe Benston (1937-1991) fue una profesora de química, ciencias de la computación y estudios de la mujer canadiense; reconocida por su militancia y teorizacion feminista y marxista.

## Biografía
Trabajó en la Universidad Simon Fraser en Vancouver, Columbia Británica, Canadá. Fue la primera en afirmar que las mujeres forman un ejército de reserva de mano de obra, un grupo que puede ser manipulado y que las mujeres son responsables de la reproducción de la fuerza de trabajo.
Benson es una de las más reconocidas feministas marxistas. 
Fue una pionera dentro del movimiento de liberación de las mujeres y militaba especialmente en el ámbito de las mujeres y las ciencias. Sus actividades fueron  consistente con un compromiso feminista para transformar la naturaleza de ciencia y la tecnología tanto en contenido y como en metodología.
Benston analizó los roles de género asociados a la ciencia y los que la practican, al subrayar la correspondencia entre las características masculinas y el estereotipo del científico. Ella consideraba que la visión de la racionalidad científica es muy limitada.
Una de sus contribuciones más importantes fue el análisis de la relación específica de las mujeres con el capitalismo, tanto para comprender el capitalismo como la opresión de las mujeres.
Su legado es su voluntad de una mayor representación de la mujer en ciencia y tecnología, su postura de que las mujeres han  sido objetos de una mala ciencia y que ellas deben volverse las creadoras de una nueva ciencia.
Falleció de cáncer a los 52 años en 1991.

## Reconocimientos
En su honor se creó el premio «Margaret Lowe Benston Memorial Graduate Bursary in Gender, Sexuality and Women's Studies».
El «Centro Maggie Benston», llamado así en su honor, fue el segundo edificio de la Universidad Simon Fraser que recibió el nombre de una mujer en esa institución.

### Obras
- Benston, Margaret; Jasteenmaki, Moira K., eds. (1972). Quantitative chemistry. New York: Van Nostrand Reinhold. OCLC 251684.
- Benston, Margaret; DeBresson, Chris; Vorst, Jesse, eds. (1987). Work and new technologies: other perspectives. Toronto: Between the Lines. ISBN 9780919946835.
- Benston, Margaret; Tomm, Winnie, eds. (1989). The effects of feminist approaches on research methodologies. Waterloo, Ontario, Canada: Wilfrid Laurier University Press. ISBN 9780889209862.